# Atentado contra Augusto Pinochet
El atentado contra Augusto Pinochet, también denominado Operación Siglo XX, fue un episodio ocurrido durante la dictadura militar chilena, en contra del dictador Augusto Pinochet el 7 de septiembre de 1986. Los hechos ocurrieron en la cuesta «Las Achupallas», camino al Cajón del Maipo, a 40 kilómetros de Santiago. Augusto Pinochet sufrió un ataque armado mientras regresaba de un fin de semana de descanso en su residencia en El Melocotón. El ataque fue llevado a cabo por el Frente Patriótico Manuel Rodríguez (FPMR), organización armada marxista-leninista. El atentado terminó con 5 muertos y 11 heridos, sin embargo, el FPMR no logró su objetivo de asesinar a Pinochet.

## Preámbulo
El Frente Patriótico Manuel Rodríguez (FPMR) decidió a fines de 1985 planear un atentado para asesinar a Augusto Pinochet. La acción fue denominada Operación siglo XX, y estaría a cargo de José Joaquín Valenzuela Levi (llamado Comandante Ernesto), miembro de la Dirección Nacional del FPMR. A pesar de que se venía pensando desde 1980, el atentado solo se decidió 4 años después.[cita requerida]
Los dirigentes comunistas, férreos opositores de Pinochet y los pocos que sabían de esta operación, declaraban que «el año 1986 sería el decisivo en la lucha contra la dictadura». Además entre otras causales que determinaban tal decisión, una era que la dictadura militar no hablaría con el Partido Comunista, y solo lo hizo con el bloque Alianza Democrática que agrupaba a los partidos opositores de centro y centroizquierda. Se formó un grupo operativo de hombres, que liderarían Valenzuela Levi y Cecilia Magni, quienes recibieron entrenamiento militar en Cuba para tal propósito. De hecho se dice que hoy existiría un completo registro del atentado, incluyendo la etapa de planificación que se realizó en la isla, en La Habana.[cita requerida]
Un mes antes del atentado, la policía chilena encontró una bodega con armamento de guerra en el sector costero de Carrizal Bajo de la Región de Atacama, que sirvió durante meses de pueblo de paso para la internación de armas de grueso calibre por parte de Cuba. Este mismo tipo de arsenal se usaría en el atentado, con la excepción de que para este ataque se habían entrenado con lanzacohetes RPG-7, sin embargo, se llevó a cabo con M72 LAW estadounidenses. Aunque la acción fue destacada por la dictadura como un perfecto operativo de inteligencia.[cita requerida]
Los autores del atentado fueron todos militantes del Frente Patriótico Manuel Rodríguez. Varios de ellos recibieron entrenamiento militar e instrucción logística en Cuba, algunos por tiempos muy breves.[cita requerida]

## Preparación del atentado

Bandera del Frente Patriótico Manuel Rodríguez.

La Operación siglo XX o Patria Nueva fue llevada a cabo por una veintena de miembros del Frente Patriótico Manuel Rodríguez, con elementos provenientes de la Internación de armas de Carrizal Bajo que no alcanzaron a ser decomisados por los servicios de seguridad. Dos desertores cubanos de alto rango afirmaron que el grupo de asalto recibió preparación en Cuba y fue en ese país en donde el atentado se planificó de forma minuciosa. Los desertores eran José Maragón, del servicio de inteligencia (DGI), y Lázaro Betancourt, comando francotirador. De acuerdo con ellos, la unidad de tropas especiales del Estado cubano desembarcaron en un punto inhóspito de la costa norte chilena para poder entregar las armas que se usarían en el atentado. Las tropas viajaron a bordo de una nave de la flota pesquera cubana.
Durante los fines de semana, Pinochet solía dirigirse a su casa de descanso en El Melocotón (Cajón del Maipo) junto con parte de su familia y protegido por su escolta, que en ese tiempo dirigía el Capitán de Ejército Juan Mac Lean Vergara. Se determinó entonces que el atentado se realizaría durante el trayecto de regreso a Santiago. Inicialmente se concibió el plan de ejecutar el atentado colocando explosivos en la carretera a la altura del autódromo Las Vizcachas, pero finalmente se desechó la idea. Un alto vocero del FPMR, cuyo nombre se mantuvo en reserva, reveló a Patricia Verdugo y Carmen Hertz lo siguiente:

El estudio final de esa operación determinó que la velocidad de los vehículos era muy alta, sólo fracciones de segundo sobre el túnel, lo que impedía garantizar que cayeran los dos o tres autos claves de la comitiva y así asegurar la eliminación de Pinochet. Porque los Mercedes Benz presidenciales normalmente iban separados dentro de la comitiva y no se podía adivinar en cuál iba Pinochet, así que no se garantizaba el objetivo.

Posteriormente se optó por una emboscada en la Cuesta Las Achupallas, para lo cual los frentistas César Bunster (hijo de un exdiplomático de Salvador Allende) y Cecilia Magni se encargaron de conseguir los vehículos necesarios, como también arrendar una casona en el sector de La Obra, donde permaneció la totalidad del equipo.
El lugar del atentado fue minuciosamente seleccionado. Al costado norte (a la derecha del camino en el sentido Cajón del Maipo-Santiago) se encontraba un pequeño cerro donde se parapetarían los atacantes, mientras que al costado sur del camino había un barranco de cerca de 20 metros de altura. De esta forma, los accidentes geográficos dificultarían la retirada, la protección y el rendimiento del armamento de la escolta de Augusto Pinochet. Paralelamente, un vehículo con una casa rodante acoplada y una camioneta todo terreno bloquearían cualquier posible salida.
El atentado estaba planificado para el domingo 31 de agosto de 1986 durante la tarde. Sin embargo, la noche anterior fallece el expresidente Jorge Alessandri Rodríguez, por lo que Pinochet regresó a Santiago durante la madrugada, lo que no pudo ser previsto. Debido a ello, los frentistas se caracterizaron como seminaristas de una orden religiosa y se trasladaron a la localidad de San Alfonso, permaneciendo así hasta el domingo 7 de septiembre de 1986. Al día siguiente el grupo publicaría un comunicado donde explican a detalle el ataque y cómo fue cometido.

## Atentado

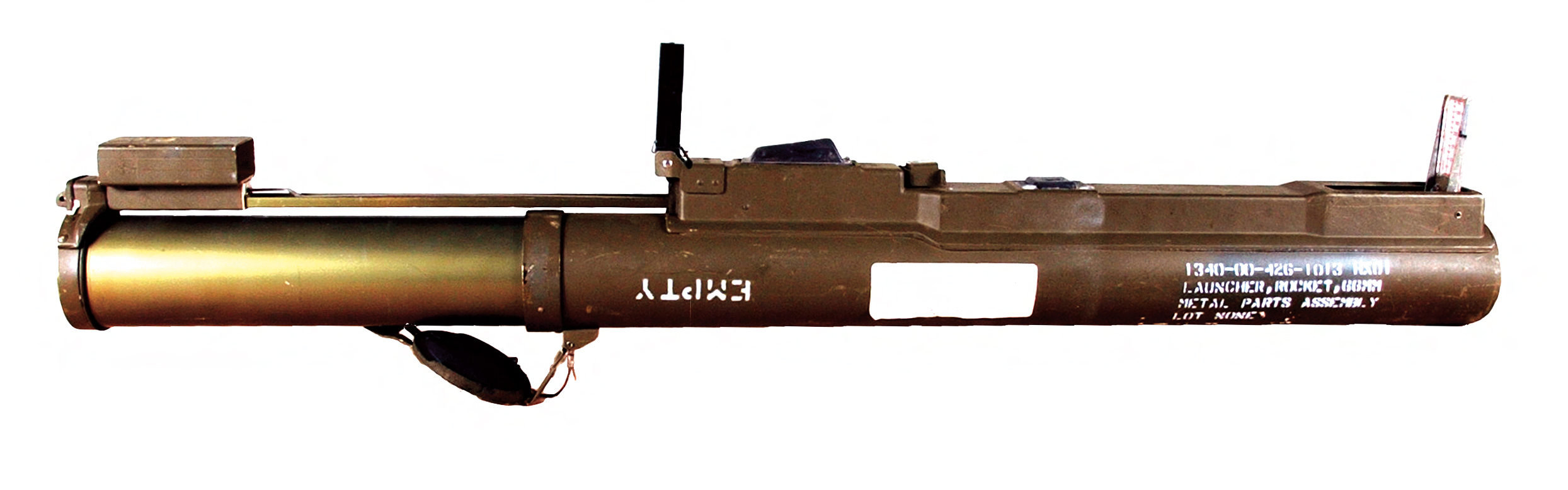
Lanzacohetes M72 LAW, como los usados por los frentistas durante el atentado.

El armamento con que contaban los frentistas eran 16 fusiles M16, 10 lanzacohetes M72 LAW, 1 Fusil SIG calibre 7,62 mm, 1 subfusil P25, y un número indeterminado de granadas de mano caseras.
Por su parte, la escolta presidencial contaba con subfusiles Uzi y Mini Uzi, granadas de mano, revólveres Rossi, y fusiles Galil.
La comitiva precedida por 2 motoristas de Carabineros estaba entonces conformada de acuerdo a lo siguiente:
- El primer vehículo, un Chevrolet Opala, era tripulado por 4 Carabineros al mando del Teniente Yordan Tavra Checura.
- En el segundo vehículo (Mercedes-Benz 500 SEL,[6] blindado) viajaba Pinochet acompañado de su nieto Rodrigo García, su edecán naval Capitán de Fragata Pedro Arrieta, y su conductor, el Cabo 2.º de Ejército Oscar Carvajal.
- En el tercer vehículo, un Ford LTD de 1983, viajaban 4 escoltas de civil al mando del Capitán de Ejército Juan Mac Lean Vergara (jefe de la escolta) y 3 funcionarios de Ejército.
- El cuarto vehículo era un Mercedes Benz alternativo en el que iba el médico Domingo Videla.
- El quinto vehículo, también un Ford LTD que cerraba la comitiva, tripulado por 4 comandos de Ejército.

Los atacantes estaban conformados de acuerdo a lo siguiente:
- Unidad 501: Integrada por Rodrigo Rodríguez Otero (Jorge), Cristián Acevedo Mardones (David), Héctor Maturana Urzúa (Axel), Víctor Díaz Caro (Enzo),[nota 1] Héctor Luis Figueroa (Víctor) y Arnaldo Arenas Bejas (Milton). Actuaron como grupo interruptor, su misión era detener a la comitiva mediante un automóvil Station Wagon con una casa rodante.
- Unidad 502: Integrada por José Joaquín Valenzuela Levi (Ernesto), Julio Guerra Olivares (Guido), Lenin Peralta Véliz (Oscar), un frentista solamente identificado como "Juan" y una frentista identificada como "Fabiola",[7] la única mujer en la operación. Apostados en un cerro al costado derecho del camino, su misión era concentrar el fuego en los primeros vehículos.
- Unidad 503: Integrada por Mauricio Hernández Norambuena (Ramiro), Alexis Soto (Marcos), Jorge Mario Angulo (Pedro) y un frentista solo identificado como "Rodrigo". Apostados igual que la anterior, su misión era concentrar el fuego en el vehículo de Pinochet.
- Unidad 504: Integrada por Mauricio Arenas Bejas (Joaquín), Juan Moreno Ávila (Sacha), Juan Órdenes Narváez (Daniel) y un frentista solamente identificado como "Javier". Conformaban el grupo de bloqueo, a bordo de una camioneta todo terreno, su misión era impedir la fuga de cualquier vehículo de la comitiva.

Cerca de las 18:20 horas (UTC-3) dos mujeres frentistas que alojaban en la residencial "Inesita" en San José de Maipo comunicaron telefónicamente al Comandante Ernesto que la comitiva presidencial estaba en esos momentos pasando frente a ellos, e inmediatamente el grupo guerrillero se dirigió al sitio de la emboscada, la Cuesta Las Achupallas, ubicada entre el sector de La Obra y el pueblo Las Vertientes. Una vez en el sector, los frentistas se percataron de la presencia de una patrulla de Carabineros dirigiendo el tránsito en el cruce San Juan de Pirque, que fueron asesinados con ráfagas de fusiles M-16.
A las 18:35 horas (UTC-3) la comitiva presidencial llegaba al sector del atentado. En la Cuesta Las Achupallas fue interceptado por la Unidad 501, que tras dejar pasar a los dos motoristas de Carabineros obstruye el tránsito con un automóvil que llevaba acoplada una casa rodante, a fin de evitar que siguiera su rumbo e inmediatamente abren fuego contra el primer vehículo. Ya cuando la comitiva se posicionó sobre el punto, las unidades 502 y 503 que estaban parapetados en los faldeos de un cerro de la cuesta empezaron el ataque.
La escolta reaccionó de inmediato respondiendo al fuego, pero los frentistas estaban bien parapetados, lo que dificultó repeler el ataque. Además el sector, debido a sus características geográficas producía silencio radial, haciendo imposible comunicarse desde ahí con otras unidades policiales o militares.
Pinochet y su nieto, que iban en el primer Mercedes Benz blindado, en una ágil maniobra de su conductor, giran para regresar a El Melocotón, recibiendo el impacto del cohete de un M72 LAW que finalmente no estalló, resultando con heridas leves, pasando a escasos metros de un grupo de bloqueo que permaneció en el sitio por si el auto de Pinochet pensaba emprender rumbo de vuelta, logrando escapar del lugar. 5 escoltas fueron asesinados en el atentado mientras que 11 resultan heridos. El atentado duró entre 5 a 6 minutos.

La primera reacción que tuve fue salir del vehículo, pero me acordé que llevaba a mi nieto y opté por cubrir su cuerpo con el mío (...) Jamás creí que iba a salir con vida
Augusto Pinochet Ugarte

Una vez que cesó el tiroteo, los frentistas, convencidos de haber logrado su objetivo (la muerte de Augusto Pinochet), abandonaron el sector colocando balizas en sus vehículos y asomando sus armas por las ventanillas para así hacerse pasar por gente de Pinochet. De esta forma lograron burlar a la policía y a los servicios de seguridad, para posteriormente llegar a Santiago y refugiarse en diferentes casas de seguridad.
Luego del atentado, Pinochet regresó al lugar de los hechos acompañado de un móvil del noticiario 60 minutos de Televisión Nacional de Chile, explicando lo sucedido y mostrando los daños que recibió el auto blindado en el cual iba.
Los escoltas fallecidos fueron:
- Cabo 1.º de Ejército Miguel Guerrero Guzmán: Comando de Ejército. Falleció producto de los tiros efectuados por el Grupo de Bloqueo.
- Cabo 1.º de Ejército Gerardo Rebolledo Cisternas: Escolta de civil de Ejército. Murió al impactar un cohete sobre el vehículo en que viajaba.
- Cabo 1.º de Ejército Cardenio Hernández Cubillos: Conductor del vehículo de la escolta de civil de Ejército. Fue alcanzado por un proyectil en el pecho al descender del vehículo que conducía.
- Cabo 1.º de Carabineros Pablo Silva Pizarro: Escolta del vehículo de Carabineros. Fue impactado por un proyectil en la base del cráneo.
- Cabo 2.º de Ejército Roberto Rosales Martínez: Comando de Ejército. Fue alcanzado por la explosión de un cohete que detonó cerca de su posición. Era el más joven de la escolta, tenía 23 años.

Con heridas de diferente consideración resultaron:
- Capitán de Ejército Juan Mac Lean Vergara: Jefe de la escolta. Logró salir con vida milagrosamente después que un cohete impactara el vehículo que tripulaba.
- Teniente de Carabineros Jordán Tavra Checura: Oficial al mando del vehículo de Carabineros. Recibió múltiples heridas de proyectiles de fusil, de acuerdo con el relato de los frentistas fue uno de los que libró más resistencia.
- Sargento 2.º de Carabineros José Córdova Belmar: Conductor del vehículo de Carabineros. Recibió un tiro en el cuello y debido a una explosión sufrió la amputación de una de sus piernas.
- Cabo 1.º de Carabineros Miguel del Río Méndez: Escolta del vehículo de Carabineros. Fue herido por los tiros de la Unidad 501.
- Cabo 1.º de Carabineros Ricardo Lara Orellana: Herido por ráfagas de fusil mientras dirigía el tránsito.
- Cabo 1.º de Ejército Juan Fernández Lobos: Escolta tripulante del vehículo de los Comandos de Ejército. Herido al caer a un barranco.
- Cabo 1.º de Ejército José Barrera: Escolta de civil de Ejército. Logró salir con vida tras estallar el vehículo en que viajaba (impactado por un cohete).
- Cabo 1.º de Carabineros Carlos Sepúlveda Anabalón: Motorista de Carabineros.
- Cabo 2.º de Carabineros José Carrasco Espinoza: Motorista de Carabineros.
- Carabinero Alberto Muñoz Carvajal: Herido por ráfagas de fusil mientras dirigía el tránsito.
- Detective José Mc-Lean Zúñiga.

## Posatentado
Inmediatamente después del atentado en Santiago, se declaró el estado de sitio y se produjo una frenética carrera entre efectivos de Investigaciones y la CNI para capturar a los responsables del atentado, lográndose incautar algunos de los vehículos empleados por los frentistas. Para ese momento solo se había logrado identificar a César Bunster, quien entonces ya se encontraba fuera del país.
La noche del 7 de septiembre se emitieron por Televisión Nacional de Chile varios avisos camuflados como «anuncios de utilidad pública», que llamaban al acuartelamiento de diversas unidades militares, como por ejemplo el comando Cobra (unidad de fuerzas especiales de élite del Ejército):

Se cita en forma urgente al Club Deportivo Papillón a una reunión en su sede social de Colina.
Anuncio en TVN, 7 de septiembre de 1986

Esta ola represiva motivó el arresto de Ricardo Lagos, Germán Correa y Patricio Hales, entre otros. La CNI, por su parte, detuvo a varias personas, además de la muerte de cuatro personas durante la noche por parte de los servicios de seguridad: el periodista José Carrasco, el artista plástico Gastón Vidaurrazaga, el publicista Abraham Muskatblit Eidelstein y el electricista Felipe Rivera Fajardo.
Posteriormente se siguió con una búsqueda de responsables; la mayoría salió clandestinamente del país rumbo a Argentina por pasos fronterizos ilegales. Además, se llamó a declarar a dirigentes políticos, como el demócrata cristiano Jorge Lavandero.
Tras el atentado hubo quienes no creyeron en su existencia, denominando el lugar donde había acontecido (La Cuesta Achupallas) como «La Cuesta Creerlo».
Durante una entrevista concedida a Informe Especial, el Capitán de Fragata José Arrieta (Edecán de Pinochet el día del atentado) declaró que Rodrigo García, quien entonces tenía 10 años de edad, iría originalmente a bordo del vehículo de la escolta de civil, que resultó completamente destruido en el atentado, pero poco antes de iniciar el regreso a Santiago y por sugerencia de la esposa de Pinochet, Lucía Hiriart, optó por subirse al auto blindado de su abuelo.[cita requerida]

### Fallas del atentado
Existieron muchas fallas por parte del aparato del FPMR para cumplir con el asesinato de Pinochet. Primero se presume que el fallo del atentado se debe a que participaron personas inexpertas. Además del cambio de fuerza explosiva y de no colocar explosivos en los puentes que dividían el epicentro del ataque con el regreso del auto de Pinochet a El Melocotón. Por último argumenta la CIA y el mismo Gobierno cubano, que el fracaso del atentado se debió a que primero se atacó con fusilería y posteriormente con material explosivo, cuando debió ser al revés. Un gran error fue el uso de lanzacohetes los M72 LAW los cuales fueron disparados a corta distancia, lo cual impidió que el cohete tuviera distancia suficiente para activarse y penetrar el auto blindado donde iba Pinochet y su nieto. No obstante, las últimas versiones indican que se utilizó el lanzacohetes estadounidense debido al mal estado del armamento cubano (originalmente planeado con lanzacohetes RPG-7), cuestión que confundió a los inexperimentados tiradores en su accionar.

### Destino de los frentistas

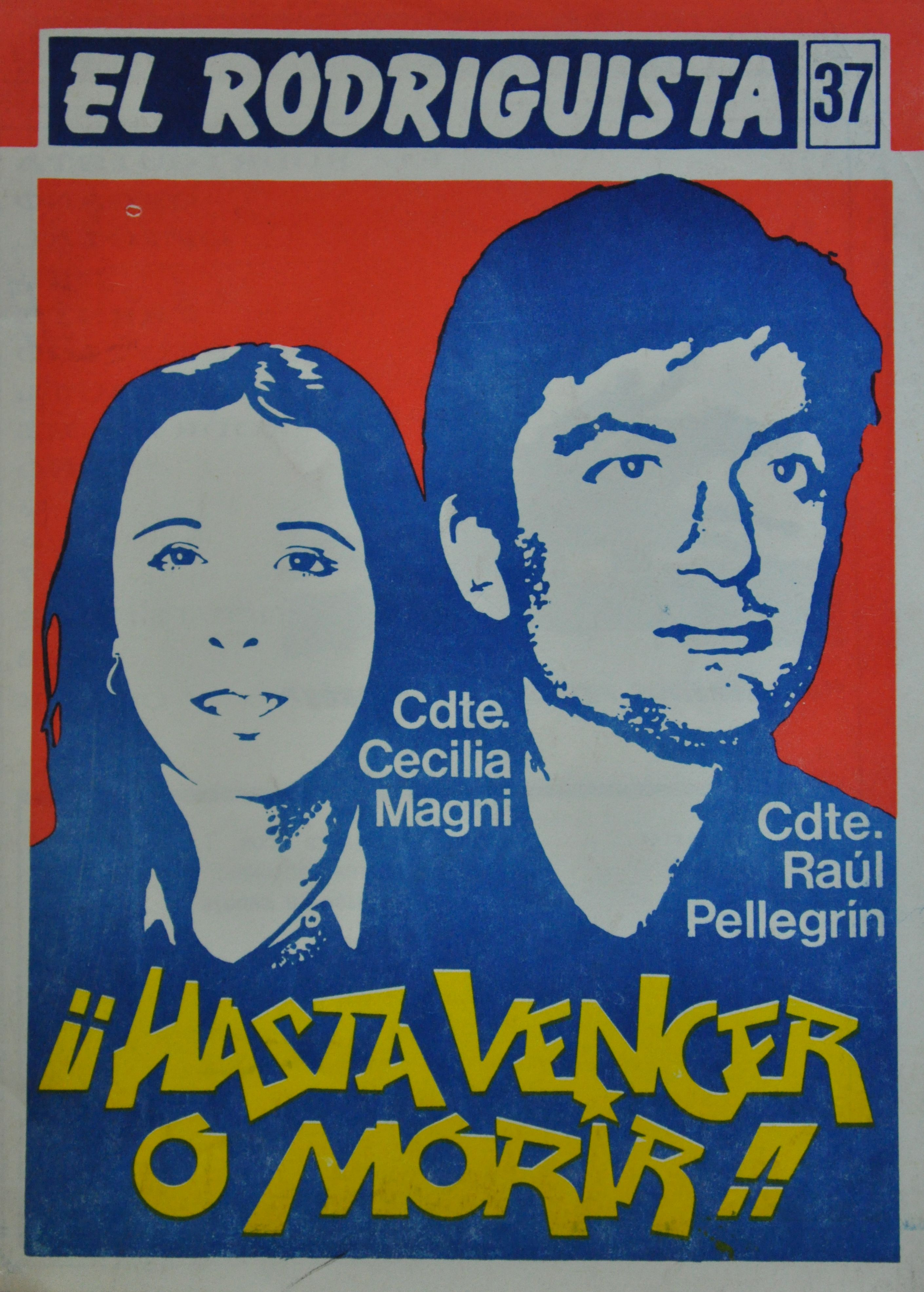
Raúl Pellegrin y Cecilia Magni en la portada de la revista clandestina El Rodriguista, editada por el Frente Patriótico Manuel Rodríguez. La portada es del número de noviembre de 1988, al mes siguiente de su muerte. Tanto Pellegrin como Magni participaron en el intento de asesinato de Augusto Pinochet.

La investigación del caso quedó en manos del entonces Fiscal Militar Fernando Torres Silva, cuyo primer gran acierto fue el de registrar partes de huellas dactilares halladas al interior de la casona arrendada en La Obra. Esto fue posible a pesar de que los atacantes habían adoptado medidas de seguridad para evitar dejar evidencias que los pudiesen identificar.
En octubre de 1986 son detenidos la mayoría de los frentistas que participaron en el atentado, varios de ellos mientras se encontraban realizando acondicionamiento físico en el Parque O'Higgins. La identificación de uno de ellos (Juan Moreno Ávila o "Sacha") mediante peritos en dactiloscopía permitió dar con su paradero y posteriormente identificar al resto, ya que la CNI poseía un archivo dactiloscópico de personas que habían sido anteriormente detenidas y/o torturadas, y que habían salido con vida.
Unas semanas más tarde caen detenidos los frentistas que se encargaron de la distribución del armamento, entre ellos Vasili Carrillo.
En junio de 1987 muere José Joaquín Valenzuela Levi en el marco de la Operación Albania. A fines de 1988 corre la misma suerte Cecilia Magni junto a Raúl Pellegrin (no participó en el atentado) días después del atentado al Retén de Carabineros de Los Queñes en el desarrollo de la Guerra Patriótica Nacional. De los frentistas detenidos, gran parte logró escapar de la Cárcel Pública de Santiago en 1990. Los demás fueron indultados o les fue conmutada su pena por la de extrañamiento. Uno de estos últimos, Juan Órdenes Narváez murió en Bélgica en la ciudad de Mons el año 2000 en un accidente automovilístico mientras cumplía su condena.
Mauricio Hernández Norambuena fue encarcelado en 1993, pero se fugó tres años después en una espectacular huida en helicóptero. En 2001 participó en el secuestro del empresario brasileño Washington Olivetto, por lo cual cumplió varios años de cárcel en Brasil. Luego, gracias a un convenio con Chile, fue extraditado a su país en 2019 para continuar cumpliendo su condena. Con excepción de este último frentista, ninguno de los participantes en la preparación y/o ejecución del atentado se encuentra cumpliendo pena de cárcel.
Mauricio Arenas Bejas falleció en Argentina en 1991, víctima de un cáncer al pulmón.

## El atentado en la ficción
En 2001 se publicó la novela Tengo miedo, torero de Pedro Lemebel, la cual se contextualiza durante la preparación del atentado y el atentado mismo a Augusto Pinochet.
En 2012, se estrenó la miniserie para televisión Amar y morir en Chile, dirigida por Alex Bowen, y protagonizada por Antonia Zegers y César Sepúlveda, transmitida por Chilevisión.
En 2020 se estrenó la película Tengo miedo torero, basada en la novela homónima; y la película Matar a Pinochet de Juan Ignacio Sabatini.
En 2024 se estrenó la serie de ocho capítulos Vencer o Morir  para la plataforma Prime Video, protagonizada por Mariana di Girolamo y Nicolás Furtado.